# Histamin-H2-Rezeptor
Der Histamin-H2-Rezeptor (kurz H2-Rezeptor) ist ein Protein aus der Familie der Histamin-Rezeptoren, das durch das körpereigene Gewebshormon Histamin aktiviert werden kann. H2-Rezeptoren sind regulatorisch an der Produktion des Magensafts beteiligt. Eine Stimulation von H2-Rezeptoren führt darüber hinaus zu einer Beschleunigung des Herzschlags und zu einer Erweiterung kleiner Blutgefäße. H2-Rezeptorantagonisten (H2-Antihistaminika), wie z. B. Cimetidin und Ranitidin, hemmen die Magensäureproduktion und werden zur Behandlung von Magen- und Zwölffingerdarmgeschwüren eingesetzt.

## Biochemie

### Genetik
Der H2-Rezeptor des Menschen wurde erstmals im Jahr 1991 kloniert. Er wird durch ein Gen auf dem Chromosom 5 auf dem Genlocus 5q35 codiert. Die codierende DNA-Sequenz ist intronfrei.

### Proteinstruktur
Das H2-Rezeptorprotein des Menschen besteht aus 359 Aminosäuren. Wie für viele andere Rezeptoren aus der Familie der G-Protein-gekoppelten Rezeptoren, wird für den H2-Rezeptor eine Struktur mit sieben helikalen Transmembrandomänen angenommen (heptahelikaler Rezeptor).

### Signaltransduktion
Auf molekularer Ebene führt eine Stimulation von H2-Rezeptoren zu einer Aktivierung von Gs-Proteinen und als Folge dessen zu einer Aktivierung der Adenylylcyclase. Diese Aktivierung der Adenylylcyclase ist verbunden mit einer Akkumulation an intrazellulären cAMP und einer Freisetzung von Ca2+ aus intrazellulären Speichern. Darüber hinaus können H2-Rezeptoren die Aktivität von Genen regulieren, die bei der Zellproliferation und Zelldifferenzierung eine Rolle spielen.

## Funktion
Der H2-Rezeptor ist entscheidend an der Regulation der Magensäureproduktion beteiligt. Darüber hinaus vermittelt dieser Rezeptor den Blutgefäß-relaxierenden Effekt von Histamin und führt zu einer Erhöhung der Herzfrequenz.

## Pharmakologie
Antagonisten des H2-Rezeptors, die H2-Antihistaminika, besitzen eine wichtige Rolle in der Therapie Magensäure-assoziierter Erkrankungen, wie Magen- und Zwölffingerdarmgeschwüre, wenngleich sie ihre Rolle gegenüber den Protonenpumpenhemmern eingebüßt haben. Zu den H2-Antihistaminika gehören beispielsweise Cimetidin, Ranitidin, Famotidin und Roxatidin.
Des Weiteren werden H2-Antihistaminika (v. a. Cimetidin und Ranitidin, welche zur i.v.-Gabe erhältlich sind) in Kombination mit H1-Antihistaminika in der Akuttherapie des allergischen Schocks sowie zur Prophylaxe anaphylaktoider Reaktionen eingesetzt.
H2-Rezeptoragonisten, wie Betazol besitzen hingegen keine therapeutische Bedeutung. Sie können hingegen als Diagnostika eingesetzt werden.